# Pinacia novaguineanana
Pinacia novaguineanana là một loài bướm đêm trong họ Noctuidae.